# خليل إسماعيل البستاني
خليل إسماعيل حقي البستاني ، (1902 - 1979) وهو سياسي عراقي شغل مناصب وزارية مختلفة خلال العهد الملكي في العراق.

## ولادته وتعليمه
ولد لأسرة عربية من الموصل وجده الحاج حقي البستاني من (قبيلة طيء من أسرة كانت تمارس التجارة مع أفغانستان)، ورحل جده «حقي» إلى بغداد وسكن بجوار الحضرة القادرية في باب الشيخ وتزوج من فتاة بغدادية فأنجبت له إسماعيل حقي الذي أصبح وكيلا وشريكا تجاريا لبعض رجال آل الكيلاني في بغداد.
ولد خليل إسماعيل حقي في بغداد عام 1320هـ/ 1902م، ودرس في «مدرسة الهندسة» التي انشئت بعد الحرب العالمية الأولى، ثم انتمى إلى «مدرسة الحقوق» وتخرج منها عام 1926م.

## المناصب والوظائف
بعد تخرجه عين معاون سكرتير بوزارة الخارجية في 5 آب 1925، ثم شغل منصب رئيس ملاحظين عام 1926 فسكرتيرا للوزارة عام 1927، وتولى إدارة مديرية المطبوعات بالوكالة عام 1928، ثم نقل مديرا للبلديات في كانون الثاني 1930، وبعدها عين في منصب قائمقام قضاء المحمودية في نيسان 1930، ثم قائمقام الشطرة في تشرين الثاني 1930، ولقد عين عضوا في لجنة حسم النزاع في أراضي المنتفق (الناصرية) عام 1931، ثم مفتشا اداريا فسكرتيرا لمجلس الوزراء في كانون الأول 1932.
ومن المناصب المهمة التي شغلها: مديرا عاما للإذاعة الداخلية في حزيران 1935، ثم متصرف لواء بغداد في عام 1936، ومدير المعارف في نيسان 1936، ومدير الخارجية العام في آب 1937، فمتصرف لواء العمارة في تشرين الأول 1937، وشغل منصب مديرا عاما للعشائر عام 1938، ثم مدير الداخلية للمرة الثانية عام 1939، فمدير الأوقاف عام 1940، ومدير النفوس في عام 1941، ثم مدير الواردات في كانون الأول 1942، فمدير المالية العام في تموز من عام 1943، وعهد إليه بمهمة خاصة في ديوان وزارة المالية في تشرين الثاني 1948، ثم عين وزيرا للمالية في الوزارة السعيدية العاشرة في 17 كانون الثاني 1949، ولغاية 10 كانون الأول 1949، ثم انتخب نائبا عن لواء العمارة في آذار 1949.
بعد حركة 14 تموز 1958 إختار الإقامة في دمشق وعاد إلى بغداد عام 1970.

## من مؤلفاته
كان خليل إسماعيل حقوقيا بارعا عمل محاضرا في كلية الحقوق فوضع كتبا منها:
- الحقوق الدستورية.
- الحقوق الإدارية 1938.
- موجز الحقوق الدستورية والإدارية 1948.
- أحوال العراق الإدارية 1942.[4]
- مذكرات خليل إسماعيل البستاني، بعنوان: «للحقيقة والتاريخ؛ مذكرات رجل دولة عراقي».[5]

## كتب عنه
- رسالة ماجستير بعنوان: «خليل إسماعيل البستاني ودوره الإداري والسياسي في العراق 1902- 1978». للطالب «علي خماس حسين البزوني» مقدمة إلى كلية التربية في الجامعة المستنصرية.[6]

## من عائلته
شغلت ابنته سعاد خليل إسماعيل منصب وزير التعليم العالي والبحث العلمي في العراق عام 1970.

## وفاته
توفي خليل إسماعيل حقي في بيروت عام 1399هـ/ 1979م. وذكر إنه توفي في بغداد.